# Koh-Lanta : La Légende
 (mai 2025).
- Si vous ne connaissez pas le sujet, laissez ce bandeau (vous pouvez alors contacter les auteurs).
- Si vous supprimez le contenu mis en cause (vous pouvez préalablement contacter les auteurs),

argumentez précisément cette suppression dans la page de discussion
(un manque de référence n'est pas un argument ; une recherche réelle de référence doit avoir été effectuée, être formellement documentée).
Koh-Lanta : La Légende est la septième édition spéciale de l'émission de téléréalité Koh-Lanta, qui est diffusée sur les chaînes de télévision TF1 et Tahiti Nui TV depuis le 24 août 2021. Elle est présentée par Denis Brogniart et a été tournée en Polynésie française, et ce, pour la deuxième fois consécutive.
Cette saison marque le retour d'anciens aventuriers, et souhaite fêter les 20 ans du programme, dont la première saison a été diffusée en 2001.

## Tournage

### Production, organisation et casting

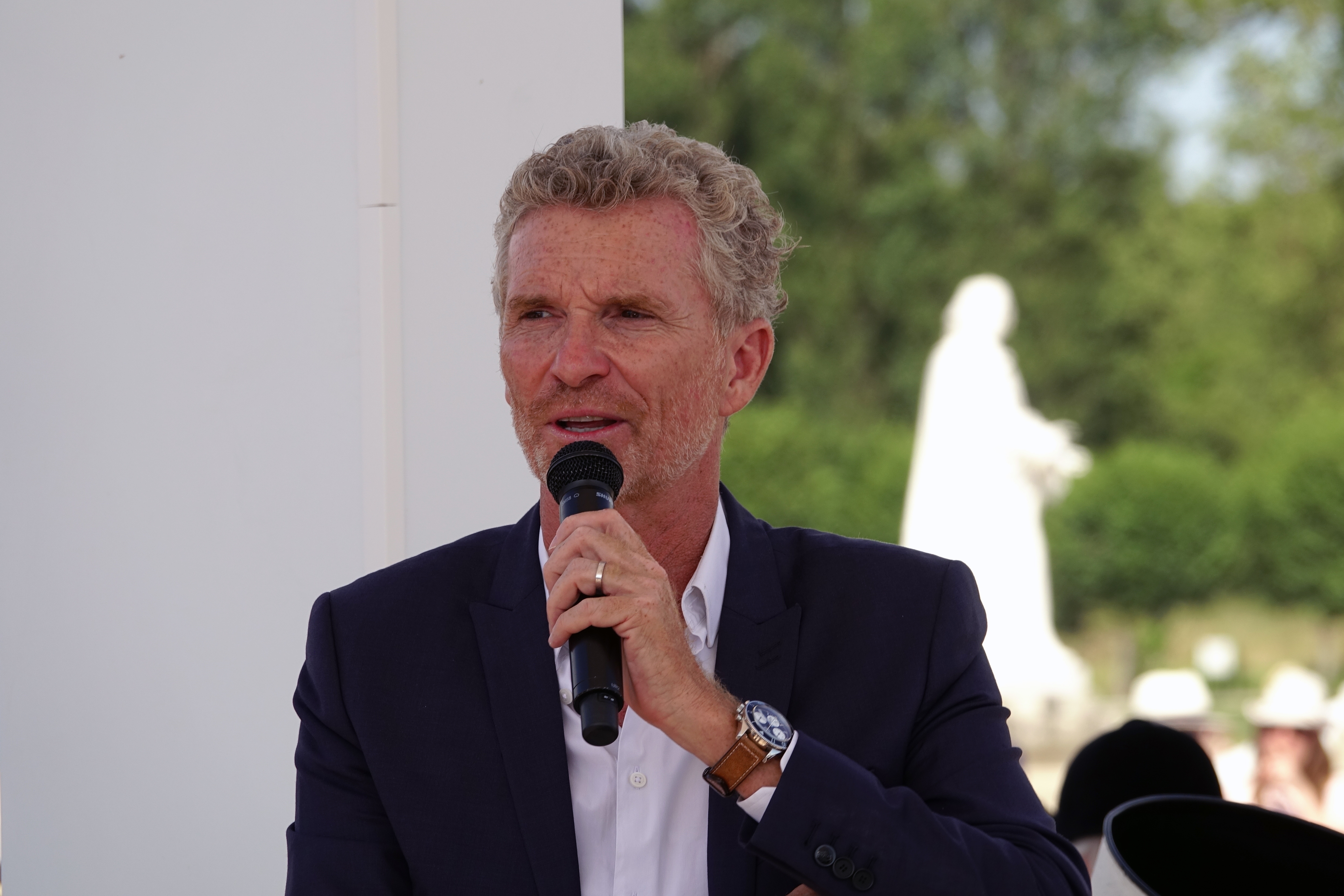
Denis Brogniart présente l'émission.

Denis Brogniart, animateur historique, présente une fois de plus l'émission. Il possède le rôle d'animateur expliquant les règles aux candidats ainsi que de présentateur en voix off.
Alexia Laroche-Joubert, avec sa société de production Adventure Line Productions, produit à nouveau cette saison.
Cette saison marque le retour d'anciens aventuriers et veut fêter les 20 ans du programme, la première saison ayant été diffusée en 2001,,.

### Contexte géographique et climatique

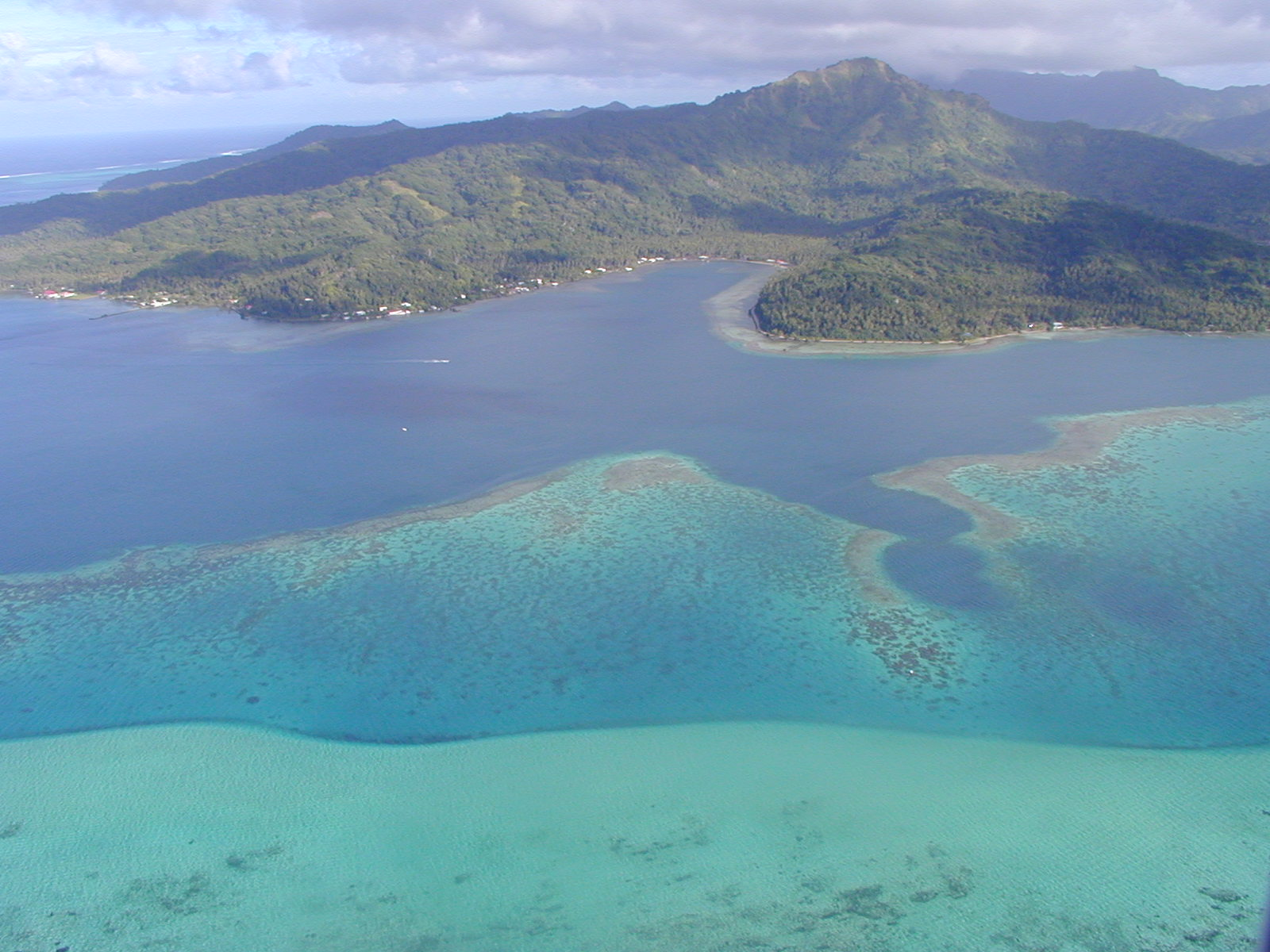
Le tournage de cette saison a notamment lieu sur l'île de Taha'a, en Polynésie française.

Le tournage de cette saison a lieu en Polynésie française, dans l'archipel des îles Sous-le-Vent, sur l'île de Taha'a. C'est la deuxième fois que ce lieu est choisi, après la saison 22,.
Le tournage débute en mars 2021,, et s'achève le 17 mai 2021. Le climat de la Polynésie française est un climat tropical à « saisons alternées ». La saison chaude et humide, s’échelonne de novembre à avril. Le reste du temps, le climat est frais. Durant la période de tournage, les températures sont comprises en moyenne entre 23 et 30 °C.

## Candidats
Ci-dessous, la liste des 21 candidats de cette saison,,.
Pour chaque saison, plusieurs candidats remplaçants sont prévus, notamment au cas où un aventurier initial serait contraint à l'abandon médical avant le premier conseil de l'aventure. Pour cette saison, sont réservistes, du côté des hommes : Sandro (participant de la saison 17) et Loïc (participant de la saison 21) ; et du côté des femmes : Béatrice (participante de la saison 20).
| Candidat | Candidat   | Âge    | Saisons précédentes | Tribu | Jury final | Départ et réfs.  |
| -------- | ---------- | ------ | --- | --- | ---------- | ---------------- |
| ♂        | Freddy     | 36 ans | Éliminé le 21e jour de la saison 9 Finaliste du Choc des héros Éliminé le 14e jour de La Revanche des héros Éliminé le 17e jour de La Nouvelle Édition   | - Tribu des hommes (jour 1 – 2) |            | Abandon médical, |
| ♂        | Patrick    | 51 ans | Finaliste de la saison 9 Éliminé à l'orientation de La Revanche des héros                                                                                | - Tribu des hommes (jour 1 – 5) - Banni (jour 5 – 6)                                                                                           | Éliminé,   |                  |
| ♀        | Cindy      | 33 ans | Finaliste de la saison 20 | - Tribu des femmes (jour 1 – 5) - Bannie (jour 5 – 6)                                                                                          | Éliminée,  |                  |
| ♀        | Karima     | 32 ans | Éliminée le 32e jour de la saison 15 | - Tribu des femmes (jour 1 – 3) - Bannie (jour 3 – 9)                                                                                          | Éliminée,  |                  |
| ♂        | Maxime     | 34 ans | Éliminé le 34e jour de la saison 20 | - Tribu des hommes (jour 1 – 6) - Lanta-naï (jour 6 – 8) - Banni (jour 8 – 12)                                                                 | Éliminé,   |                  |
| ♀        | Candice    | 24 ans | Éliminée à l'orientation de saison 16 Éliminée le 21e jour du Combat des héros                                                                           | - Tribu des femmes (jour 1 – 6) - Lanta-naï (jour 6 – 13) - Bannie (jour 13 – 15)                                                              | Éliminée,  |                  |
| ♀        | Clémentine | 29 ans | Finaliste de la saison 17 Éliminée le 20e jour du Combat des héros                                                                                       | - Tribu des femmes (jour 1 – 6) - Korok (jour 6 – 11) - Bannie (jour 11 – 18)                                                                  | 1re membre | Éliminée,        |
| ♂        | Namadia    | 38 ans | Éliminé le 25e jour de la saison 12 | - Tribu des hommes (jour 1 – 6) - Korok (jour 6 – 18) - Tribu réunifiée (jour 18 – 19) - Banni (jour 19 – 20)                                  | 2e membre  | Éliminé,         |
| ♀        | Coumba     | 38 ans | Éliminée le 31e jour de la saison 5 Éliminée à l'orientation du Choc des héros Éliminée à l'orientation de La Revanche des héros                         | - Tribu des femmes (jour 1 – 6) - Lanta-naï (jour 6 – 18) - Bannie (jour 18 – 24)                                                              | 3e membre  | Éliminée,        |
| ♀        | Clémence   | 36 ans | Vainqueur de la saison 5 Éliminée le 10e jour du Retour des héros Vainqueur du Combat des héros                                                          | - Tribu des femmes (jour 1 – 6) - Lanta-naï (jour 6 – 16) - Bannie (jour 16 – 18) - Tribu réunifiée (jour 18 – 22) - Bannie (jour 22 – 24)     | 4e membre  | Éliminée,        |
| ♂        | Teheiura   | 43 ans | Finaliste de la saison 11 Éliminé le 19e jour de La Revanche des héros Éliminé le 19e jour de La Nouvelle Édition Éliminé le 24e jour de L'Île des héros | - Tribu des hommes (jour 1 – 6) - Korok (jour 6 – 18) - Tribu réunifiée (jour 18 – 25) - Banni (jour 25 – 27)                                  | 5e membre  | Exclu,           |
| ♀        | Alexandra  | 34 ans | Vainqueur de la saison 21 | - Tribu des femmes (jour 1 – 6) - Korok (jour 6 – 18) - Tribu réunifiée (jour 18 – 22) - Bannie (jour 22 – 28)                                 | 6e membre  | Éliminée,        |
| ♂        | Loïc       | 21 ans | Éliminé aux poteaux de la saison 21 | - Absent (jour 1 – 2) - Korok (jour 6 – 18) - Tribu réunifiée (jour 18 – 28) - Banni (jour 28 – 32)                                            | 7e membre  | Éliminé,         |
| ♀        | Christelle | 41 ans | Vainqueur de la saison 8 Éliminée le 7e jour du Retour des héros                                                                                         | - Tribu des femmes (jour 1 – 6) - Lanta-naï (jour 6 – 18) - Tribu réunifiée (jour 18 – 25) - Bannie (jour 25 – 32)                             | 8e membre  | Éliminée,        |
| ♀        | Alix       | 30 ans | Éliminée le 32e jour de la saison 21 | - Tribu des femmes (jour 1 – 6) - Korok (jour 6 – 18) - Tribu réunifiée (jour 18 – 29) - Bannie (jour 29 – 33)                                 | 9e membre  | Éliminée,        |
| ♂        | Sam        | 23 ans | Participation à la saison 19 (saison annulée) Éliminé le 21e jour de L'Île des héros                                                                     | - Tribu des hommes (jour 1 – 6) - Lanta-naï (jour 6 – 18) - Tribu réunifiée (jour 18 – 32) - Banni (jour 32 – 33)                              | 10e membre | Éliminé,         |
| ♂        | Phil       | 50 ans | Éliminé à l'orientation de la saison 12 Éliminé aux poteaux de La Nouvelle Édition                                                                       | - Tribu des hommes (jour 1 – 6) - Lanta-naï (jour 6 – 18) - Tribu réunifiée (jour 18 – 34)                                                     | 11e membre | Éliminé,         |
| ♀        | Jade       | 39 ans | Co-vainqueur de la saison 7 Finaliste du Retour des héros                                                                                                | - Tribu des femmes (jour 1 – 6) - Korok (jour 6 – 18) - Tribu réunifiée (jour 18 – 34)                                                         | 12e membre | Éliminée,        |
| ♂        | Ugo        | 40 ans | Vainqueur de la saison 12 | - Tribu des hommes (jour 1 – 3) - Banni (jour 3 – 18) - Tribu réunifiée (jour 18 – 32) - Banni (jour 32 – 33) - Tribu réunifiée (jour 33 – 35) | 13e membre | Éliminé,         |
| ♂        | Laurent    | 39 ans | Éliminé aux poteaux de la saison 11 Vainqueur de La Nouvelle Édition                                                                                     | - Tribu des hommes (jour 1 – 6) - Korok (jour 6 – 18) - Tribu réunifiée (jour 18 – 35)                                                         |            | Finaliste,       |
| ♂        | Claude     | 42 ans | Finaliste de la saison 10 Finaliste de La Revanche des héros Éliminé aux poteaux de L'Île des héros                                                      | - Tribu des hommes (jour 1 – 6) - Lanta-naï (jour 6 – 18) - Tribu réunifiée (jour 18 – 35)                                                     | Vainqueur, |                  |

Légende :
- « Korok », signifie que l'aventurier fait partie de la tribu rouge.
- « Lanta-naï », signifie que l'aventurier fait partie de la tribu jaune.
- « Tribu des femmes », signifie que l'aventurière fait partie de la tribu féminine.
- « Tribu des hommes », signifie que l'aventurier fait partie de la tribu masculine.
- « Banni », signifie que l'aventurier est sur l'île des bannis.
- « Absent », signifie que l'aventurier n'avait pas encore intégré le jeu.
- « Éliminé », signifie que l'aventurier a été éliminé avant de réintégrer le jeu.
- « Tribu réunifiée », signifie que l'aventurier fait partie de la tribu réunifiée.

## Déroulement

### Détails des votes
|             | Tribus initiales | Tribus initiales | Tribus initiales | Tribus initiales | Tribus initiales | Tribus initiales | Tribus initiales | Tribus recomposées | Tribus recomposées | Tribus recomposées | Tribus recomposées | Tribus recomposées | Tribus recomposées | Tribus recomposées | Tribu réunifiée | Tribu réunifiée | Tribu réunifiée | Tribu réunifiée | Tribu réunifiée | Tribu réunifiée | Tribu réunifiée | Tribu réunifiée | Tribu réunifiée | Tribu réunifiée | Tribu réunifiée | Tribu réunifiée | Tribu réunifiée | Tribu réunifiée | Tribu réunifiée |  |
| ----------- | ---------------- | ---------------- | ---------------- | ---------------- | ---------------- | ---------------- | ---------------- | ------------------ | ------------------ | ------------------ | ------------------ | ------------------ | ------------------ | ------------------ | --------------- | --------------- | --------------- | --------------- | --------------- | --------------- | --------------- | --------------- | --------------- | --------------- | --------------- | --------------- | --------------- | --------------- | --------------- |  |
| ► Épisode   | 1,               | 1,               | 1,               | 1,               | 1,               | 2,               | 2,               | 3,                 | 4,                 | 5,                 | 5,                 | 6,                 | 7,                 | 8,                 | 8,              | 9,              | 9,              | 10,             | 10,             | 11,             | 12              | 12              | 13              | 13              | 14              | 14              | 15              | 15              | 15              |  |
| ► Éliminé   | Freddy           | Ugo              | Ugo              | Karima           | Karima           | Patrick          | Cindy            | Maxime             | Clémentine         | Candice            | Candice            | Clémence           | /                  | Coumba             | Namadia         | Alexandra       | Clémence        | Christelle      | Teheiura        | /               | Loïc            | Alix            | Sam             | Ugo             | Phil            | Jade            | Ugo             | Laurent         | Claude          |  |
| ► Votes     | 0                | 9/11             | 9/11             | 6/13             | 6/13             | 6/11             | 6/11             | 6/8                | 4/8                | /                  | 5/7                | 5/6                | /                  | 3                  | 4/14            | 0               | 7/12            | 4/13            | 0               | /               | 0               | 5/8             | 0               | 4/6             | 0               | 0               | 1               | /               | /               |  |
| ▼ Candidats | Votes            | Votes            | Votes            | Votes            | Votes            | Votes            | Votes            | Votes              | Votes              | Votes              | Votes              | Votes              | Votes              | Votes              | Votes           | Votes           | Votes           | Votes           | Votes           | Votes           | Votes           | Votes           | Votes           | Votes           | Votes           | Votes           | Votes           | Votes           | Votes           |  |
| Claude      |                  | Ugo              | Ugo              |                  |                  | Maxime           |                  | Maxime             |                    | Clémence           | Candice            | Clémence           |                    |                    | Alix            |                 | Alix            | Phil            |                 |                 |                 | Alix            |                 | Jade            |                 |                 |                 | Jury final      | Jury final      |  |
| Laurent     |                  | Ugo              | Ugo              |                  |                  | Maxime           |                  |                    | Jade               |                    |                    |                    |                    | Coumba             | Christelle      |                 | Clémence        | Christelle      |                 |                 |                 | Alix            |                 | Ugo             |                 |                 | Ugo             | Jury final      | Jury final      |  |
| Ugo         |                  | Patrick          | Patrick          | Banni            | Banni            | Banni            | Banni            | Banni              | Banni              | Banni              | Banni              | Banni              | Banni              | Coumba             | Alix            |                 | Alix            | Jade            |                 |                 |                 | Jade            |                 | Jade            |                 |                 |                 |                 | Claude          |  |
| Jade        |                  |                  |                  | Clémence         | Clémence         |                  | Cindy            |                    | Laurent            |                    |                    |                    |                    |                    | Alix            |                 | Alix            | Laurent         |                 |                 |                 | Alix            |                 | Ugo             |                 |                 |                 | Laurent         |                 |  |
| Phil        |                  | Ugo              | Ugo              |                  |                  | Patrick          |                  | Maxime             |                    | Clémence           | Candice            | Clémence           |                    | [ n° 20 ]          | Alix            |                 | Clémence        | Christelle      |                 |                 |                 | Jade            |                 | Ugo             |                 |                 |                 |                 | Claude          |  |
| Sam         |                  | Ugo              | Ugo              |                  |                  | Patrick          |                  | Maxime             |                    | Clémence           | Candice            | Clémence           |                    |                    | Alix            |                 | Clémence        | Alix            |                 |                 |                 | Alix            |                 | Banni           |                 |                 |                 |                 | Claude          |  |
| Alix        |                  |                  |                  | Karima           | Karima           |                  | Cindy            |                    | Jade               |                    |                    |                    |                    |                    | Namadia         |                 | Clémence        | Christelle      |                 |                 |                 | Sam             | Bannie          | Bannie          |                 |                 |                 | Laurent         |                 |  |
| Christelle  |                  |                  |                  | Clémence         | Clémence         |                  | Cindy            | Maxime             |                    | Clémence           | Candice            | Clémence           |                    |                    | Alexandra       |                 | Alix            | Phil            | Bannie          | Bannie          | Bannie          | Bannie          | Bannie          |                 |                 |                 |                 |                 | Claude          |  |
| Loïc        | [ n° 21 ]        | [ n° 22 ]        | [ n° 22 ]        |                  |                  | Patrick          |                  |                    | Clémentine         |                    |                    |                    |                    |                    | Christelle      |                 | Clémence        | Christelle      |                 |                 |                 | Banni           | Banni           |                 |                 |                 |                 | Laurent         |                 |  |
| Alexandra   |                  |                  |                  | Karima           | Karima           |                  | Cindy            |                    | Clémentine         |                    |                    |                    |                    |                    | Namadia         |                 | Bannie          | Bannie          | Bannie          | Bannie          |                 |                 |                 |                 |                 |                 |                 |                 | Claude          |  |
| Teheiura    |                  | Ugo              | Ugo              |                  |                  | Maxime           |                  |                    | Clémentine         |                    |                    |                    |                    |                    | Alix            |                 | Clémence        | Alix            |                 | Banni           |                 |                 |                 |                 |                 |                 |                 |                 | Claude          |  |
| Clémence    |                  |                  |                  | Karima           | Karima           |                  | Cindy            | Phil               |                    | Sam                | Sam                | Sam                | Bannie             | Coumba             | Namadia         |                 | Alix            | Bannie          |                 |                 |                 |                 |                 |                 |                 |                 |                 |                 | Claude          |  |
| Coumba      |                  |                  |                  | Clémence         | Clémence         |                  | Alexandra        | Maxime             |                    | Candice            | Candice            | Clémence           |                    |                    | Bannie          | Bannie          | Bannie          | Bannie          |                 |                 |                 |                 |                 |                 |                 |                 |                 |                 | Claude          |  |
| Namadia     |                  | Ugo              | Ugo              |                  |                  | Patrick          |                  |                    | Clémentine         |                    |                    |                    |                    |                    | Alix            | Banni           |                 |                 |                 |                 |                 |                 |                 |                 |                 |                 |                 | Laurent         |                 |  |
| Clémentine  |                  |                  |                  | Karima           | Karima           |                  | Alexandra        |                    | Laurent            | Bannie             | Bannie             | Bannie             | Bannie             |                    |                 |                 |                 |                 |                 |                 |                 |                 |                 |                 |                 |                 |                 |                 | Claude          |  |
| Candice     |                  |                  |                  | Karima           | Karima           |                  | Alexandra        | Maxime             |                    | Clémence           | Sam                | Bannie             |                    |                    |                 |                 |                 |                 |                 |                 |                 |                 |                 |                 |                 |                 |                 |                 |                 |  |
| Maxime      |                  | Ugo              | Ugo              |                  |                  | Patrick          |                  | Christelle         | Banni              | Banni              | Banni              |                    |                    |                    |                 |                 |                 |                 |                 |                 |                 |                 |                 |                 |                 |                 |                 |                 |                 |  |
| Karima      |                  |                  |                  | Clémence         | Clémence         | Bannie           | Bannie           | Bannie             | Bannie             |                    |                    |                    |                    |                    |                 |                 |                 |                 |                 |                 |                 |                 |                 |                 |                 |                 |                 |                 |                 |  |
| Cindy       |                  |                  |                  | Karima           | Karima           |                  | Alexandra        | Bannie             |                    |                    |                    |                    |                    |                    |                 |                 |                 |                 |                 |                 |                 |                 |                 |                 |                 |                 |                 |                 |                 |  |
| Patrick     |                  | Ugo              | Ugo              |                  |                  | Maxime           | Banni            | Banni              |                    |                    |                    |                    |                    |                    |                 |                 |                 |                 |                 |                 |                 |                 |                 |                 |                 |                 |                 |                 |                 |  |
| Freddy      |                  |                  |                  |                  |                  |                  |                  |                    |                    |                    |                    |                    |                    |                    |                 |                 |                 |                 |                 |                 |                 |                 |                 |                 |                 |                 |                 |                 |                 |  |
| Pénalité    |                  | Sam              | Sam              | Alexandra        | Alexandra        | Laurent          | Christelle       |                    |                    |                    |                    |                    |                    |                    | Namadia         |                 |                 | Jade            |                 |                 |                 |                 |                 |                 |                 |                 |                 |                 |                 |  |
| Pénalité    | Clémentine       | Clémentine       | Sam              | Patrick          | Cindy            | Sam              |                  |                    |                    |                    |                    |                    |                    |                    | Namadia         |                 |                 |                 |                 |                 |                 |                 |                 |                 |                 |                 |                 |                 |                 |  |
| Vote noir   |                  |                  |                  |                  |                  |                  |                  |                    |                    |                    |                    |                    |                    |                    |                 |                 | Clémence        | Sam             |                 |                 |                 | Alix            |                 | Ugo             |                 |                 |                 |                 |                 |  |

## Résumés détaillés

### 1erépisode
Cet épisode est diffusé le 24 août 2021.

#### Jour 1: arrivée des candidats, séparation des hommes et des femmes, parcours du combattant pour les hommes
Présentation des candidats, épreuve parcours des combattants hommes, Claude gagne son 3e parcours, suivi de Laurent, Ugo, Patrick, Namadia, Phil, Teheiura, Maxime, Sam (qui a perdu du temps à aider Téhéiura à trouver son sac de 5 kg au fond de l'eau, malgré le désaccord de celui-ci) et enfin Freddy. Claude et Laurent ayant terminé respectivement 1er et 2e de l'épreuve, se voient bénéficier chacun, d'une amulette d'immunité. Après celle-ci, Denis demande à Sam, dernier de l'épreuve, de venir inscrire son prénom sur un bulletin qui sera glissé lors du prochain conseil.

#### Jour 2: épreuve des grappins pour les femmes, les stratégies se mettent en place, abandon médical de Freddy
L'épreuve d'immunité féminine est ensuite annoncée. Il s'agit de la mythique épreuve des grappins. Avant la phase d'agilité, Clémentine arrive en première suivie de Candice, Karima, Jade, Coumba, Alix, Clémence, Christelle, Alexandra et Cindy. Finalement, Coumba remporte l'épreuve, suivie de près par Alix devant Christelle, Clémence, Jade, Candice, Cindy, Karima, Clémentine et Alexandra. Celles-ci, ayant fini dans les deux dernières, doivent inscrire chacune, leur prénom sur un bulletin qui sera glissé lors du prochain conseil. Freddy, s'étant blessé lors de la 1re épreuve, est contraint d'abandonner l'aventure. Il est remplacé par Loïc. Après de nombreuses tentatives, Sam parvient à faire le feu. Sur le camp des femmes, deux d’entre elles semblent être en danger : Karima et Clémence. Cindy dit à Karima qu’elle ne votera pas contre elle.

#### Jour 3: deux conseils et deux éliminés, déjà des tensions chez les femmes
Au conseil, Sam offre le feu à l'équipe des femmes. Celles ci annoncent une grande cohésion dans leur équipe, puis Clémentine et Karima se confrontent, ainsi que Coumba et Alix. Cindy décide de voter contre Karima car elle n’apprécie pas son attitude agressive. Ainsi : Karima cumule 6 voix contre elle (Clémentine, Clémence, Cindy, Candice, Alix et Alexandra), Clémence cumule 5 voix (Coumba x2, Christelle, Jade, Karima).
Du côté des hommes, Ugo et Maxime sont en danger face à Patrick. Cependant, Ugo est vu, par Claude et Laurent, comme un futur allié possible des femmes.
À l'issue de ce conseil, ce sont donc Ugo, à l'unanimité, et Karima qui sont éliminés. Karima le prend très mal et accuse Cindy et Candice d'être des menteuses.
À la fin de l’épisode, un mystérieux message fait son apparition devant Ugo et Karima.

### 2eépisode
Cet épisode est diffusé le 31 août 2021.

#### Jour 4: épreuve des hommes
L'épisode commence par l'arrivée d'Ugo et Karima devant le panneau qui propose un choix : les aventuriers peuvent soit prendre une seconde chance ou alors quitter définitivement l'aventure, les deux choisissent la première option et se rendent sur l'île des bannis. Chaque épisode, les éliminés feront une épreuve et les deux derniers seront éliminés.
Chez les hommes, ceux-ci comparent leur groupe par rapport à celui des femmes, moins soudé. Sur le camp des femmes, Coumba avoue son désir de voir 4 femmes dans le carré final. Deux clans se sont déjà formés, Coumba, Christelle et Jade qui se sentent menacées par l'élimination de Karima, et les 6 autres femmes de l'autre coté.
Mais l'heure de l'épreuve masculine est venue, il s'agit du jeu du basket-coco. Les candidats doivent d'abord prendre un sac de noix de coco encordé pour l'amener devant la zone d'agilité. Ensuite, ils doivent parcourir une échelle horizontale puis lancer une noix de coco dans un panier à dix mètres. Loïc domine l'épreuve en plaçant ses quatre projectiles pendant que les meilleurs concurrents n'en ont placé que deux. Teheiura est aussi immunisé de par sa deuxième place. Namadia est troisième. Les suivants sont Sam, Maxime, Claude, Phil, Laurent et Patrick. Les deux derniers, Laurent et Patrick, doivent inscrire leur nom pour le prochain conseil.
Sur le camp, Laurent tente de former une alliance autour de la bonne humeur avec Loïc et Namadia. Patrick se sent en danger et tente de trouver le collier d'immunité et de former une alliance avec Maxime accompagné de Phil et Loïc. Il compte finalement semer le doute en bluffant un collier avec succès. Les filles s'essaient à la pêche et construisent une petite écluse à poissons qui ne porte pas ses fruits, cependant elles parviennent à attraper un peu de friture grâce à la pêche au tee-shirt.

#### Jour 5: épreuve des femmes, la stratégie de Patrick et le conseil
Au réveil, l'épreuve des femmes est l'emblématique épreuve des trapèzes. Elles doivent rester suspendues par un trapèze en luttant contre leur propre poids. Cindy tombe au bout de onze minutes et Christelle après vingt minutes ; elles doivent ajouter un bulletin à leur nom au conseil. Clémentine perd après vingt-sept minutes alors que Coumba tombe deux minutes après et Candice au bout de trente minutes. Alexandra est éliminée de l'épreuve entre Candice et Alix qui tombe après quarante minutes d'effort. Jade et Clémence sont immunisée après la chute de Jade à la quarante-deuxième minute. Les trois premières battent l'ancien record de Teheiura et Laurent qui ont tenu trente-six minutes.
Les femmes hésitent entre Cindy, la plus faible et la plus dangereuse stratégiquement mais de bonne humeur et Alexandra, moins dangereuse mais moins sympathique. Maxime dévoile la tentative de stratégie avec Patrick ce qui met le stratège dans un embarras mais qui réussit à laisser le doute. Cependant, il tente de rallier Namadia à sa cause mais celui-ci, lucide, montre l'incohérence du jeu du Forézien.
Au conseil, les votes sont effectivement partagés entre Patrick et Maxime chez les hommes et entre Cindy et Alexandra chez les femmes. Cependant, l'avantage des premiers lors des épreuves, Loïc et Clémence, permettent d'immuniser un naufragé de l'autre équipe. Loïc immunise son amie Alexandra et Clémence immunise Maxime. Finalement, les immunités ne changent rien et les deux stratèges se retrouvent devant le panneau "À vous de choisir".

### 3eépisode
Cet épisode est diffusé le 14 septembre 2021.

#### Jour 6: premier affrontement sur l'île des bannis, recomposition des tribus
Ugo, Karima, Patrick et Cindy s'affrontent lors de l'épreuve de l'arène. Ce sont Ugo et Karima qui finissent respectivement premier et deuxième qui se sauvent. Patrick et Cindy sont éliminés.
Les tribus deviennent ensuite mixtes. Les jaunes se composent de Claude, Coumba, Phil, Sam, Candice, Christelle, Clémence et Maxime. Les rouges se composent de Teheiura, Laurent, Namadia, Loïc, Jade, Alix, Clémentine et Alexandra.

#### Jour 7: installation sur les camps, une stratégie féminine
Coumba avait lancé l'idée d'un « pacte féminin », qui prévoyait d'emmener cinq femmes en finale. Toutes ont suivi, la plus réticente cependant était Alexandra, notamment en raison de sa proximité avec Loïc.

#### Jour 8: le grand bleu pour l'épreuve d'immunité
Les rouges remportent l'immunité. Ils devaient récupérer des pièces de bois sous forme de raies mantas en plongeant sous l'eau. Les pièces étaient de plus en plus profondes. Clémence trouve un collier d'immunité et se confie à Candice, qui lui conseille de ne pas en parler aux autres.
Les jaunes ayant perdu l'épreuve, ils sont forcés d'éliminer un des leurs au conseil. C'est Maxime qui est éliminé, il rejoindra Ugo et Karima sur l'île des bannis. Avant de partir, il déclare être très surpris car les hommes avaient élaboré une stratégie pour éliminer en premier les femmes, pensant que celles-ci feraient aussi une stratégie contre les hommes. Claude répond qu'il n'était pas d'accord avec cette stratégie, et Sam déclare être en total désaccord et souhaiter un Koh Lanta mixte car il désire se confronter aux meilleurs aventuriers et aventurières.

### 4eépisode
Cet épisode est diffusé le 21 septembre 2021.

#### Jour 9: nouvelle épreuve dans l'arène et un record battu sur l'épreuve du paresseux
Maxime arrive sur l'Île des Bannis et retrouve Ugo et Karima. Les trois s'affrontent ensuite dans l'épreuve de l'arène. Karima qui finit dernière est définitivement éliminée de l'aventure.
Le discours pronant l'égalité des sexes sur Koh Lanta de Sam fait refléchir Christelle au sujet du pacte féminin, et le fait que Clémence ait voté Phil car elle apprécie Maxime, allant ainsi à l'encontre du vote des autres femmes, agace Coumba.
Claude remporte l'épreuve du paresseux et offre donc le confort à son équipe. Il bat au passage son précédent record qui datait de 2012 qui était de 3 h 11 et établit un nouveau record à 3 h 47. La première à tomber est Coumba, au bout de 6 minutes, puis Phil, 10 minutes, Namadia, 15 minutes, Clémentine juste après lui, puis Christelle, 41 minutes et Alix, 54 minutes, Clémence, 1 heure 24 minutes, Candice, 2 heures 41 minutes. Jade tombe au bout de 3 h 14 minutes, première à battre le record de Claude. Les aventuriers restant doivent ne plus se tenir que par 1 jambe et 2 bras. Jade, qui avait remporté cette épreuve en 2007 lors de son premier Koh-Lanta bat son record d'1 h 40 et le porte désormais à 3 h 12 sur cette épreuve. Alexandra, tombe au bout de 3 h 26 et détient désormais le record féminin sur l'épreuve. Laurent tombe au bout de 3 h 43 et se retrouve au pied du podium. Il faut à présent lacher un bras. Tombent ensuite Sam qui termine troisième, et Teheiura qui termine deuxième, comme en 2012 face à Claude. L'équipe jaune remporte 1 kg de riz, ainsi qu'il était prévu. Denis, décide de récompenser les 6 records par 600 grammes de riz pour chaque équipe.

#### Jour 10: une épreuve d'immunité en apnée
Les aventuriers doivent chacun à leur tour aller récupérer des pierres sous l'eau pour ensuite passer le relais à un coéquipier. Les pierres sont de plus en plus loin. Les jaunes remportent l'épreuve.
Sur le camp des rouges, les femmes ne sont pas d'accord sur l'aventurier à éliminer, alors que les hommes sont sur la même longueur d'onde. Alexandra, à qui Coumba avait un peu forcé la main pour participer à l"alliance féminine, avoue aux garçons se sentir oppressée par cette alliance et vouloir reprendre sa liberté de voter.

#### Jour 11: la stratégie des filles éclate, un conseil tendu
Sur l'île des bannis, Ugo et Maxime attrapent un poulpe.
Sur l'île des Lantanaï, tout le monde pêche du poisson, pendant que sur les des rouges les filles n'arrivent toujours pas à s'accorder sur leur vote, certaines étant de plus en plus réticentes à continuer l'alliance des filles proposée par Coumba. Alix confirme que Coumba a même proposé d'éliminer Claude à la première occasion. Namadia a du mal à y croire.
Au conseil, Clémentine est éliminée. Alix avouera avoir voté contre Jade, ce qui créera une tension entre les deux femmes. Après son élimination, Clémentine se dirige vers l'île des bannis et retrouvera Ugo et Maxime.

### 5eépisode
Cet épisode est diffusé le 28 septembre 2021.

#### Jour 12: une épreuve de confort collective puis individuelle, récompense dans un jardin d’Eden
Clémentine arrive sur l'île des bannis où elle retrouve Ugo et Maxime en train de pêcher un poulpe. Malgré dix jours passés sur cette île, Ugo remporte l'épreuve devant Clémentine, motivée et avide de revanche. Maxime est éliminé. Denis remet aux deux vainqueurs du fil de pêche et un hameçon.
Sur l'île des rouges, les péripéties du conseil sont discutées en groupe pour essayer de regagner une cohésion d'équipe. Jade a du mal à se remettre de sa déception.
L'épreuve de confort est d'abord collective, les jaunes prennent vite de l'avance pour construire leur pont. La suite est individuelle, seuls trois joueurs peuvent aller remplir une corbeille de fruits et de légumes. Teheiura l'emporte devant Claude et Phil. C'est la 16e victoire de Teheiura qui revient à trois longueurs de Claude, qui lui en a 19. Laurent finit au pied du podium. Après une belle cueillette, Teheiura, le cuisinier tahitien leur prépare un bon repas et leur révèle la stratégie des filles.

#### Jour 13: tensions, épreuve d'immunité et conseil surprise
Les gagnants sont accueillis avec enthousiasme par leurs équipes quand ils reviennent les bras chargés de nourriture. Mais dans les deux équipes, les tensions sont très vives. Claude et les jaunes ont appris la stratégie "Girl Power" des filles. Clémence et surtout Candice sont désignées comme les principales instigatrices de la proposition d'éliminer Claude. Lorsqu'elles demandent à Coumba de reconnaitre sa responsabilité, celle-ci retourne la situation et s'en sort en conservant la confiance de Claude. Elle est énervée contre Candice mais lui promet néanmoins de ne pas voter contre elle.
Chez les rouges, Alix propose aux filles de voter contre Teheiura. Jade prévient Namadia, qui prévient à son tour Laurent et Teheiura. Leur but est d'éliminer Alix pour sauver Teheiura, qui apporte la plus grande partie de la subsistance sur le camp.
Pour l'épreuve d'immunité, Coumba et Namadia tirent la boule noire et ne participent pas à ce jeu. Ils ont huit cibles à faire tomber, trois joueurs commencent par aller chercher les munitions en mer et doivent passer par-dessus une palissade. Les rouges remportent l'épreuve de justesse en ayant fait tomber les huit cibles contre sept pour les jaunes. Loïc est le seul à avoir touché 3 cibles. Denis annonce à l'équipe gagnante qu'ils peuvent immuniser un aventurier jaune de leur choix et ils choisissent à l'unanimité d'immuniser Phil, très ému.
Un conseil immédiat se tient à l'issue de cette épreuve. Coumba vote contre Candice, Clémence contre Sam, tous les autres contre Clémence. Clémence joue son collier d'immunité et un deuxième vote a lieu entre Sam et Candice. Candice est éliminée par cinq voix contre deux et rejoindra l'île des bannis où elle retrouvera Ugo et Clémentine.

### 6eépisode
Cet épisode a été diffusé le 5 octobre 2021.

#### Jour 14: Candice découvre l'île des Bannis, les deux équipes confectionnent leurs radeaux
Candice rejoint Clémentine et Ugo sur l'île des bannis. L'épreuve de confort sera celle des radeaux. Chez les jaunes c'est Claude qui prend la direction des opérations, malgré les commentaires de Sam qui n'ose pas s'imposer. Chez les rouges c'est Teheiura qui dirige la construction du radeau, heureux et fier d'être sur son île.

#### Jour 15: épreuve des radeaux et un poisson géant en récompense, nouvelle démonstration de Ugo
Les équipes doivent faire des aller-retour avec leur radeau et détruire 7 symboles avec une massue. Les jaunes gagnent très largement le confort, leur radeau étant beaucoup mieux conçu. Ils remportent une dorade coryphène (Mahi Mahi) grillée de plus d'un mètre avec de la sauce au gingembre et un dessert local à la papaye.
Les jaunes devorent leur mahi mahi pendant que les rouges se plaignent de la faim. Après une bonne sieste, Claude et Sam repartent pêcher et rapportent 4 poissons. Les autres concurrents s'étonnent que Claude puisse encore avoir de l'appétit alors que tous sont rassasiés.
Sur l'île des bannis, Ugo tente sans succès de pêcher à la ligne, mais il est le premier qualifié pour la 4e fois. Clémentine et Candice se disputent la dernière place, et c'est finalement Candice qui est éliminée. Denis donne 200 g de riz aux deux gagnants.

#### Jour 16: une épreuve d'immunité inédite et très disputée, unanimité au conseil
Les Rouges sont très affaiblis par le manque de nourriture, Teheiura ramène malgré tout une petite cigale de mer de la pêche.
Lors de l'épreuve d'immunité, les hommes rouges plus nombreux doivent tirer la boule noire pour respecter la parité. C'est Teheiura qui la tire et qui ne dispute donc pas l'épreuve. L'épreuve est divisé en deux parties : Trois personnes de chaque équipe doivent faire un parcours pour aller chercher des sacs et remplir les paniers de l'équipe adverse. Et les trois autres personnes de chaque équipe doivent tenir les paniers à l'aide d'une corde. La dernière personne qui lâche son panier fait gagner son équipe. Chez les Jaunes, ce sont Claude, Coumba et Clémence qui font le parcours tandis que Phil, Sam et Christelle tiennent les paniers. Chez les Rouges, ce sont Namadia, Jade et Alix qui font le parcours tandis que Loïc, Laurent et Alexandra tiennent les paniers. Sam lâche son panier en premier et pénalise donc son équipe. Ce sont finalement les Rouges qui gagnent l'épreuve, grâce à Alexandra qui a été la dernière à tenir son panier.
Coumba va voir Clémence pour lui dire qu'elle ne votera pas contre elle car elle la trouve plus méritante que Sam, mais Claude n'apprécie pas et Coumba change son vote, suivie par Christelle.
Les Jaunes se retrouvent une nouvelle fois au conseil, Sam se sent menacé du fait de sa contre-performance à l'épreuve d'immunité, mais c'est Clémence qui est éliminée par cinq voix contre une (la sienne) contre Sam. À la sortie, elle choisit de continuer l'aventure et rejoindra donc l'île des Bannis.

### 7eépisode
Cet épisode est diffusé le 12 octobre 2021.

#### Jour 17: dernier jeu de confort en équipe et annonce de la réunification
Clémence arrive sur l'île des bannis et retrouve Ugo et Clémentine. Elles reviennent sur la façon dont elles et Candice ont été désignées comme instigatrice du pacte des filles pour sortir les plus forts des hommes au lieu de Coumba. Ils partent pêcher et attrapent encore un poulpe.
Au jeu de confort, les rouges, majoritaires, tirent la boule noire. Teheiura chez les hommes et Jade chez les femmes tirent la boule et ne disputent pas l'épreuve. Les deux équipes doivent aller chercher un coffre de 120 kg et doivent traverser un parcours en mer et sur terre pour hisser ce coffre sur une tour. L'équipe victorieuse gagne des pizzas comme confort. L'épreuve est enfin remportée par les rouges, dont c'est le premier confort. Denis annonce aux deux tribus que la réunification est le lendemain.

#### Jour 18: nomination des ambassadeurs et dernière épreuve dans l'arène
Phil est choisi comme ambassadeur jaune par les rouges. Laurent est choisi comme ambassadeur rouge par les jaunes. Les deux ambassadeurs se retrouvent devant l'arène et sont rejoints par les trois bannis qui s'affrontent pour la dernière épreuve de l'arène : l'épreuve des dominos. Ugo termine premier, suivi de Clémence. Ils réintègrent donc tous les deux l'aventure et seront intouchables au prochain conseil. Ils sont également nommés ambassadeurs avec Phil et Laurent. Clémentine est éliminée de l'aventure et avant de partir, elle dévoile le pacte "Girl Power" et révèle que c'est Coumba qui a été à l'initiative de cette alliance.

### 8eépisode
Cet épisode est diffusé le 19 octobre 2021.

#### Jour 18: décision des ambassadeurs et réunification (suite)
L'épisode commence là où il s'est terminé la semaine précédente : dans l'arène avec les quatre ambassadeurs que sont Laurent, Phil, Ugo et Clémence.
Ils se mettent tous d'accord sur le nom de Coumba à l'exception de Phil, qui préfère rester neutre et ne donner aucun nom, craignant pour la suite de son aventure.
Au même moment, les jaunes arrivent sur le camp rouge. Au retour des ambassadeurs, les aventuriers découvrent la présence d'Ugo et de Clémence. Peu après, les ambassadeurs annoncent avoir hésité entre Coumba et Christelle, mais c'est finalement Coumba qui a été choisie et qui est donc éliminée.
Elle quitte les aventuriers et se rend à bord d'une pirogue. Peu après, elle est déposée sur une plage et en prenant un sentier elle découvre qu'elle a deux choix : suivre le sentier et tenter de reprendre l'aventure (en intégrant l'île des bannis), soit quitter définitivement l'aventure et être le premier membre du jury final. Elle décide de continuer l'aventure et se retrouve donc sur l'île des bannis.
Les aventuriers de la tribu blanche savourent leur premier repas tous ensemble.

#### Jour 19: première épreuve d'immunité individuelle et premier conseil de la réunification
La première épreuve d'immunité individuelle est l'épreuve : "À bout de souffle". Les candidats se placent sous une barre semi-immergée dans l'eau. Au fur et à mesure, elle descend, et il est donc de plus en plus difficile de respirer. C'est Clémence qui sort victorieuse de l'épreuve et Namadia, terminant dernier, aura un vote contre lui au conseil.
Clémence et Ugo, revenant de l'île des bannis, sont intouchables lors du conseil. Mais Clémence, en plus d'être intouchable, a le totem, elle possède donc une double immunité. Elle choisit au conseil d'immuniser Alix, qui est la plus menacée. C'est finalement Namadia qui est éliminé. À la fin du conseil, deux choix s'offrent à lui : tenter de réintégrer l'aventure en empruntant un sentier qui le mènera vers l'île des bannis ou quitter définitivement l'aventure. Il choisit de rejoindre le sentier pour tenter de réintégrer l'aventure et rejoindra donc Coumba sur l'île des bannis.

### 9eépisode
Cet épisode est diffusé le 26 octobre 2021.

#### Jour 20: première épreuve dans l'arène après la réunification
Le lendemain du conseil, deux choix s'offrent à Namadia : tenter de réintégrer l'aventure en empruntant un sentier qui le mènera vers l'île des bannis ou quitter définitivement l'aventure. Il choisit de rejoindre le sentier pour tenter de réintégrer l'aventure et rejoint donc Coumba sur l'île des bannis.
Peu après, les deux s'affrontent dans l'arène. C'est Coumba qui sort victorieuse. Namadia est définitivement éliminé.
Sur le camp de la tribu blanche, les aventuriers reçoivent une cible, un arc et des flèches afin de s'entraîner pour le jeu de confort du lendemain.

#### Jour 21: un confort de rêve
L'épreuve de confort est donc celle du tir à l'arc. La finale se dispute entre Teheiura et Sam. Teheiura remporte le confort et doit choisir un aventurier avec qui partager la récompense, et choisit Sam. Le Tahitien signe au passage sa 17e victoire individuelle, revenant ainsi à deux longueurs du record absolu détenu par Claude. Teheiura et Sam savourent leur confort : viande de bœuf, frites, carottes, courgettes... sont au menu. Les deux aventuriers regardent ensuite leur parcours sur Koh-Lanta depuis leur première aventure. Ils discutent ensuite avec leurs proches au téléphone et vont se coucher sur un matelas.

#### Jour 22: deux éliminé(e)s
Le lendemain se dispute l'épreuve d'immunité qui consiste à attacher trois bouts de bois afin de créer une perche permettant de récupérer trois anneaux et ainsi remporter l'épreuve. Le dernier est instantanément éliminé. Ugo remporte l'épreuve et est donc intouchable au conseil du soir. Alexandra qui termine dernière, est éliminée. Elle se dirige ensuite vers l'île des bannis et retrouve Coumba.
Au conseil, c'est Clémence qui est éliminée.

### 10eépisode
Cet épisode est diffusé le 2 novembre 2021.

#### Jour 23: retrouvailles électriques sur l'île des bannis et les Destins liés
Clémence arrive sur l'île des bannis où elle retrouve Alexandra et Coumba. Cette dernière refuse de lui adresser la parole.
Avant le jeu de confort de cet épisode, Denis annonce la couleur : les destins liés. Cinq binômes sont formés : Claude et Laurent, Jade et Sam, Alix et Phil, Ugo et Loïc, Teheiura et Christelle. Il s'agit de se couvrir de boue et d'en remplir un seau, puis d'en faire des projectiles avec de la fibre de coco pour faire pivoter une cible. Ce sont Phil et Alix qui remportent l'épreuve et donc le confort qui se passe sur une île à une quarantaine de kilomètres. Ils rencontrent un habitant qui leur fait découvrir les traditions et l'histoire de cette île, leur apprend différentes façon de nouer un paréo et à tresser des coiffes traditionnelles avec des fleurs, et mangent des plats locaux, du poisson cru à la papaye, des frites du fruit de l'arbre à pain, de la patate douce et du pain coco maison. Ils sont ensuite invités à assister à des danses tahitiennes sur la plage autour du feu. Le lendemain matin ils ont droit à du café et des fruits.

#### Jour 24: une épreuve dans l'arène et une immunité importante pour la suite de l'aventure
Lors de l'épreuve de l'arène entre Clémence, Coumba et Alexandra, seule la meilleure se sauve. C'est Alexandra qui remporte l'épreuve et Clémence et Coumba sont donc éliminées.
Claude parti pêcher s'enerve car un gros poisson qu'il a harponné arrive à s'échapper. Sa colère amuse ses camarades Teheiura et Laurent.
Phil et Alix rejoignent les autres binômes sur le lieu de l'épreuve d'immunité coiffés de couronnes de fleurs. L'épreuve consiste à effectuer un parcours et rapporter 3 anneaux, un des membres étant aveuglé et l'autre guide. Ce sont Ugo et Loïc qui remportent le totem. Jade et Sam, qui terminent derniers, auront chacun un vote contre eux.
Jade, ayant été percutée par Phil pendant l'épreuve, a mal à une côte et doit être examinée par l'équipe médicale.

#### Jour 25: stratégies et coup de bluff, conseil très incertain, double élimination
Alix se sentant menacée bluffe Laurent en lui disant qu'elle a un collier. Elle espère que Laurent ira répéter l'information au reste de la tribu pour les dissuader de voter contre elle.
Au conseil, c'est finalement le duo Christelle-Teheiura qui est éliminé avec quatre voix contre Christelle. Il s'agit de la deuxième élimination consécutive de Teheiura lors des destins liés.

### 11eépisode
Cet épisode est diffusé le 9 novembre 2021.

#### Jour 26: épreuve des bambous et choix stratégiques pour les gagnants
Teheiura et Christelle arrivent devant le panneau et rejoignent l'île des bannis.
Sur l'île de la tribu réunifiée, les aventuriers remarquent des objets échoués. Il s'agit de longs bouts de bois et de cercles qui servent pour l'épreuve du jour. Ils doivent faire tenir le bout de bois sur leur tête sans le faire tomber et sans sortir de leur cercle.
Les deux gagnants remportent le droit d'aller sur l'ancienne île des jaunes afin de choisir soit des courriers soit de la nourriture pour la tribu mais également des indices pour trouver deux colliers d'immunités. Claude et Laurent l'emportent et choisissent de ramener des pâtes, du manioc ainsi que quatre courriers pour Jade, Phil, Alix et Loïc. Claude signe au passage sa 20e victoire individuelle.

#### Jour 27: confort pour tous et triche révélée
Claude et Laurent reviennent sur l'île avec les courriers et la nourriture. Tous les remercient et sont satisfaits de la quête de ces derniers.
Les deux partent ensuite chercher les colliers. Laurent trouve son collier en premier. L'endroit du collier de Claude étant plus à découvert, il va vouloir attendre avant d'aller le chercher. Cependant Laurent va aller le chercher pour lui et le trouver.
Sur l'île des bannis, on retrouve Alexandra et Christelle qui se dirigent vers l'arène sans Teheiura. Denis vient alors chercher le tahitien. En effet, Teheiura a, à deux reprises, fait signe qu'il avait faim à des pêcheurs non loin de l'île. Les pêcheurs sont donc venus lui amener de la nourriture. Les repas auraient été partagés par Teheiura avec Claude et Sam. À l'issue de son entretien avec Denis, le Tahitien est exclu de l'aventure et intègre directement le jury final. Denis annonce ensuite la nouvelle à Christelle et Alexandra qui sont stupéfaites.
Lors de l'épreuve des bannis, c'est Christelle qui sort gagnante et Alexandra est donc éliminée.

### 12eépisode
Cet épisode est diffusé le 23 novembre 2021.

#### Jour 28: épreuve de confort éliminatoire
Les aventuriers se rendent à l'épreuve de confort et surprise : Denis leur annonce que l'épreuve est éliminatoire.
Le but est le suivant : attachés à une corde à suivre les aventuriers vont commencer à prendre un sac qui contient 3 boules et après être détachés ils vont devoir encastrer les boules dans une planche en maniant la planche.
Claude remporte l'épreuve suivi par Ugo, Phil, Sam, Alix, Jade, Laurent et Loïc.
Ce dernier est éliminé, à la grande tristesse de chacun.
Claude, dont c'est la 21e victoire individuelle, choisit Laurent pour l'accompagner au confort. Ils se rendent au bord d'une rivière oú ils bénéficient de produits naturels pour se laver, d'un massage, et d'un bon repas.
Après un jus de fruit, Claude et Laurent se voient proposer un soin des cheveux avec un avocat et du miel, qu'ils ne peuvent s'empêcher de goûter. Après une bonne toilette et le massage promis (au monoï à l'ananas), ils dégustent un excellent repas de produits locaux, de gateau et de sorbet banane, en parlant de la stratégie pour la suite. Ugo est considéré comme plus dangereux et à éliminer à la 1re occasion, malgré son parcours irréprochable. Ils passent la nuit sur des matelas protégés par une moustiquaire. Au réveil, ils découvrent leurs vêtements lavés et un bon petit déjeuner avec beaucoup de fruits et des pancakes.
Sur le camp les aventuriers ont tous du mal à se remettre de l'élimination de Loïc, et décident de se réconforter en mangeant les pates et le manioc rapportés par Claude et Laurent. Loïc arrive sur l'île des bannis oú il retrouve Christelle.

#### Jour 29: l'équilibre sur l'eau, finale incroyable
Sam pêche le plus gros poisson de l'aventure et tout le monde le félicite. L'épreuve d'immunité est annoncée. Alix et Phil sont éliminés à l'issue de la première étape, vient ensuite Claude lors de la deuxième étape, Jade lors de la troisième étape et enfin Sam lors de la quatrième. Ugo remporte l'épreuve de justesse face à Laurent lors de la finale, ce qui lui vaut d'être immunisé pour la 4e fois consécutive depuis son retour de l'île des bannis.
Alix est éliminée au conseil.

### 13eépisode
Cet épisode est diffusé le 30 novembre 2021.

#### Jour 30: un dernier confort en équipe, un séjour à Bora-Bora
Alix retrouve Christelle et Loïc sur l'île des bannis.
L'épreuve de confort est celle de l'étoile, qui se disputera par équipes de 3. Laurent et Claude gagnent au tirage au sort le droit de composer leur équipe. Laurent choisit Sam et Ugo. Claude choisit Jade et Phil.
Laurent est le 1er à tomber, au bout de 2 minutes 40, obligeant Sam et Ugo à descendre sur un taquet plus étroit. Le deuxième à tomber est Ugo, au bout de 40 minutes, ce qui ne laisse plus que Sam, descendu d'un cran sur le taquet le plus fin. La semelle de la chaussure de Jade est presque complètement décollée, mais elle tient bon. Claude tombe au bout d'1 heure 27, contraignant Phil et Jade à descendre sur le deuxième taquet. Au bout d'une heure 40, l'epreuve evolue, les concurrents doivent enlever une main et ne peuvent plus bouger les pieds., et c'est Sam qui tombe. Claude, Phil et Jade gagnent donc l'épreuve de confort, qui consiste en une journée et une nuit à Bora Bora dans une villa de luxe. Ils profitent d'un petit brunch avec du jus de fruit, des madeleines, des macarons, du saumon fumé et du bœuf, et d'une douche, avant de rejoindre un catamaran pour une excursion jusqu'au coucher du soleil.
Sur le camp, les perdants n'arrivent pas à pêcher à cause du courant et se contentent d'une demi portion de riz avec des pates, pendant que dans leur villa, les gagnants se régalent d'un repas raffiné sur la terrasse. Le lendemain matin, pendant que sur le camp on termine le riz, dans la villa les gagnants recupèrent leurs vêtements lavés et bénéficient d'un petit déjeuner roboratif.

#### Jour 31: miroir et balance
Un miroir et une balance sont installés sur le camp. Ugo, Laurent et Sam se découvrent dans le miroir et constatent leur amaigrissement. Ugo a perdu 9 kg, Laurent 7 et Sam refuse de se peser. Ils partagent néanmoins un bon moment à plaisanter.
De retour sur le camp, le récit du confort donne faim à Sam et Ugo qui décident de retenter d'attraper du poisson, mais il y a encore beaucoup de courant et ils ne rapportent que 2 petits poissons. Claude décide de tenter sa chance et revient avec une douzaine de jolis poissons, à la grande joie de tous.
Pendant ce temps, sur l'île des bannis, Alix, Christelle et Loïc s'affrontent. C'est Alix qui remporte la victoire, ainsi que 300 g de riz et Loïc et Christelle sont donc éliminés.

#### Jour 32: nouvelle épreuve éliminatoire, dernier conseil de l'aventure
L'épreuve d'immunité est une nouvelle épreuve : les aventuriers doivent résoudre une suite logique de dominos sachant que la couleur d'un domino doit correspondre avec la même couleur d'un autre domino. Celui qui ne parvient pas sera éliminé. Claude est le premier à réussir, remportant ainsi sa 22e victoire individuelle, et se qualifie pour la finale, suivent Jade, Ugo. Le temps passant, Denis donne un indice aux 3 derniers participants. Phil résout son puzzle au bout d'1h20. Denis finit par donner un second indice en donnant la couleur de la première pièce. Laurent termine avant Sam, qui est éliminé.
Au conseil, chacun expose les raisons qui l'ont poussé à participer à l'aventure. Phil sort un collier d'immunité fabriqué par ses soins et qui amuse les autres aventuriers. C'est Ugo qui est éliminé.

### 14eépisode
Cet épisode est diffusé le 7 décembre 2021.

#### Jour 33: dernier affrontement des bannis dans l'arène
Au jour 33, Claude, Jade, Phil et Laurent sont appelés à se rendre sur l'île des bannis où ils vont assister au dernier affrontement entre Ugo, Sam et Alix qui doivent trouver la sortie d'un labyrinthe géant en bois. Ugo remporte facilement l'épreuve et revient dans le jeu pour participer à l'orientation qui a lieu le lendemain. Sam et Alix rejoignent le jury final.
Les 5 finalistes rejoignent leur camp pour la dernière fois, dotés d'un sac de manioc pour leur dernier repas sur l'île.

#### Jour 34: l'épreuve de l'orientation
Le lendemain, Ugo, Claude, Jade, Phil et Laurent s'affrontent à l'épreuve d'orientation. Ugo, qui a choisi comme Phil la racine entrelacée, trouve en premier le poignard en , suivi de Claude l'instant d'après, dans la zone de la souche œuf, que Jade cherchait également. Pendant ce temps, Laurent est seul sur la zone du corail blanc. Lorsque les 2 premiers poignards sont trouvés, il est rejoint par Phil puis par Jade qui s'était perdue en cours de route. Mais c'est Laurent qui trouve le dernier poignard. Phil et Jade sont éliminés.

### 15eépisode
Cet épisode est diffusé le 14 décembre 2021.

#### Jour 35: l'épreuve des poteaux
L'épreuve des poteaux est remportée par Laurent. Claude tombe en premier et Ugo en deuxième. Par la suite Laurent décide d'affronter Claude au jury final.
Le soir au conseil, le jury final vote pour départager qui de Claude ou Laurent sera vainqueur de l'édition.

#### Épilogue à Paris
La suite du dernier épisode se déroule sur le plateau à Paris, pour clore cette édition anniversaire tout en se remémorant des meilleurs moments du jeu. Exceptionnellement, l’émission n’est pas diffusée en direct, et le dépouillement n'a pas lieu en raison de nombreux manquements au règlement qui ont perturbé le cours du jeu. Les votes du jury final ont donc été invalidés, et aucun aventurier n'est désigné vainqueur. Les 100 000 € seront versés à l'association Pour Bertrand-Kamal, candidat emblématique et unanimement apprécié, décédé des suites d'un cancer du pancréas entre la fin du jeu et la diffusion de la finale de Koh Lanta Les 4 terres.

## Audiences et diffusion
En France, l'émission est diffusée sur TF1, les mardis à 21 h 5, à partir du 24 août 2021. Un épisode dure environ 2 h 30 (publicités incluses), soit une diffusion de 21 h 5 à 23 h 35. Après le premier épisode, un documentaire intitulé Koh-Lanta, l'histoire des héros est diffusé entre 23 h 50 et 1 h 30.
En Polynésie française, l'émission est diffusée sur Tahiti Nui TV, les mardis, à partir du 24 août 2021. L'épisode est le même, mais la diffusion débute à 19 h 30.
| Épisode            | Date de diffusion  | Nombre de téléspectateurs | Part de marché  | Part de marché | Classement des audiences | Réf.    |
| Épisode            | Date de diffusion  | Nombre de téléspectateurs | (4 ans et plus) | (FRDA-50)      | Classement des audiences | Réf.    |
| ------------------ | ------------------ | ------------------------- | --------------- | -------------- | ------------------------ | ------- |
| 1                  | 24 août 2021       | 5 586 000                 | 29,3 %          | 43,6 %         | 1er                      | [ 165 ] |
| 2                  | 31 août 2021       | 5 286 000                 | 26,4 %          | 38 %           | 1er                      | [ 166 ] |
| 3                  | 14 septembre 2021  | 4 294 000                 | 21,8 %          | 39,2 %         | 1er                      | [ 167 ] |
| 4                  | 21 septembre 2021  | 4 440 000                 | 22,8 %          | 39 %           | 2e                       | [ 168 ] |
| 5                  | 28 septembre 2021  | 3 908 000                 | 19,5 %          | 34,3 %         | 2e                       | [ 169 ] |
| 6                  | 5 octobre 2021     | 4 129 000                 | 22,3 %          | 38,7 %         | 2e                       | [ 170 ] |
| 7                  | 12 octobre 2021    | 3 919 000                 | 20 %            | 35,8 %         | 2e                       | [ 171 ] |
| 8                  | 19 octobre 2021    | 3 840 000                 | 19,7 %          | 35,7 %         | 2e                       | [ 172 ] |
| 9                  | 26 octobre 2021    | 4 222 000                 | 22 %            | 38,2 %         | 1er                      | [ 173 ] |
| 10                 | 2 novembre 2021    | 4 152 000                 | 22,1 %          | 40,2 %         | 1er                      | [ 174 ] |
| 11                 | 9 novembre 2021    | 4 516 000                 | 22 %            | 38 %           | 1er                      | [ 175 ] |
| 12                 | 23 novembre 2021   | 4 053 000                 | 19,5 %          | 34,1 %         | 2e                       | [ 176 ] |
| 13                 | 30 novembre 2021   | 3 877 000                 | 20,9 %          | 34,8 %         | 1er                      | [ 177 ] |
| 14 (finale)        | 7 décembre 2021    | 4 347 000                 | 21,2 %          | 39,8 %         | 1er                      | [ 178 ] |
| 15 (finale)        | 14 décembre 2021   | 4 422 000                 | 22,9 %          | 41,5 %         | 2e                       | [ 179 ] |
|                    |                    |                           |                 |                |                          |         |
| Bilan de la saison | Bilan de la saison | 4 332 000                 | 22,2 %          | 38,1 %         | –                        | [ 180 ] |

Légende :
- plus hauts scores d'audiences
- plus bas scores d'audiences